# Дым-Тамакское сельское поселение
Дым-Тамакское се́льское поселе́ние — муниципальное образование в Ютазинском районе Татарстана Российской Федерации.
Административный центр — село Дым-Тамак.

## История
Статус и границы сельского поселения установлены Законом Республики Татарстан от 31 января 2005 года № 46-ЗРТ «Об установлении границ территорий и статусе муниципального образования "Ютазинский муниципальный район" и муниципальных образований в его составе».

## Население
| 2010  | 2011  | 2012  | 2013  | 2014  | 2015  | 2016  |
| ----- | ----- | ----- | ----- | ----- | ----- | ----- |
| 1216  | ↘1213 | ↗1221 | ↗1234 | ↘1207 | ↘1198 | ↘1167 |
| 2017  | 2018  |       |       |       |       |       |
| ↘1146 | ↘1109 |       |       |       |       |       |

## Состав сельского поселения
| № | Населённый пункт | Тип населённого пункта       | Население |
| - | ---------------- | ---------------------------- | --------- |
| 1 | Ак-Юл            | деревня                      |           |
| 2 | Алабакуль        | деревня                      |           |
| 3 | Дым-Тамак        | село, административный центр |           |
| 4 | Екатериновка     | посёлок                      |           |
| 5 | Тарлау           | деревня                      |           |
| 6 | Яссы-Тугай       | деревня                      |           |